# Калмакшабын
Калмакшабын (каз. Қалмақшабын) — село в Таскалинском районе Западно-Казахстанской области Казахстана. Входит в состав Казахстанского сельского округа.

## Население
В 1999 году население села составляло 328 человек (164 мужчины и 164 женщины). По данным переписи 2009 года, в селе проживали 134 человека (76 мужчин и 58 женщин).